# Сокіл (товариство)

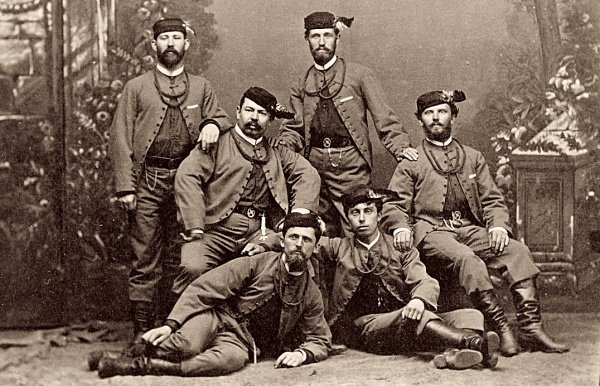
Соколи в костюмах

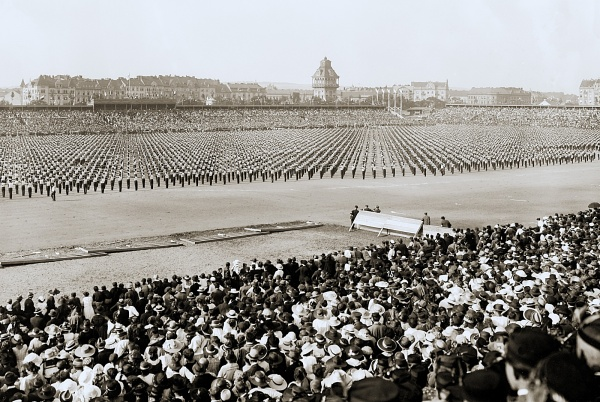
Зліт товариства «Сокіл». Прага. 1920 рік

«Со́кіл» (чеськ. Česká obec sokolská) — молодіжне тіловиховне товариство, яке відіграло значну роль у національному відродженні слов'янських народів, зокрема чехів, українців, поляків, хорватів, словенців, болгар, сербів.
Перший «Сокіл», який в історії чеського та словацького спорту посів позицію не тільки найбільшої, але й найуспішнішої спортивної організації, заснували Мірослав Тирш та Їндржих Фюгнер у 1862 році в Празі. Сокіл був натхненний німецькими гімнастичними асоціаціями, які базувалися на фізичному вихованні Фрідріха Людвіга Яна. У 1867–1868 роках Тирш створив чеську тіловиховну термінологію, а в 1868–1871 роках на основі стародавньої Калокагатії — чеську гімнастичну систему, яку він представив в 1873 році у праці «Основи тіловиховання». З самого початку обидва засновники товариства пропагували його повну аполітичність і ставили своєю метою фізичний і моральний розвиток чеської нації. Напротивагу, Юліус Греґр та інші младочехи намагалися залучити Сокіл до слугування чеському національному визволенню.
Хоча створення «Сокола» спочатку не було спрямоване проти німецького елемента, він не уникав конкуренції з німецькими турнірами, особливо після 1918 року. З кінця 1890-х років «Сокіл» ставився до Католицької Церкви зневажливо (радше дистанційовано). Традиція сокільських злетів започаткована у 1882 році з першого ювілею на Стрілецькому острові. Сокіл сприяв будівництву іподромів, спортивних майданчиків і спортзалів (соколівень), які стали невід'ємною частиною багатьох муніципалітетів Чехії. Під час Першої світової війни чеське сокільське товариство було ліквідоване. Сокільці брали участь у внутрішньому опорі, а також були активними учасниками у Чехословацьких легіонах. За допомогу у створенні Чехословаччини «Сокіл» часто вважали національною армією. Мер Йозеф Ойген Шейнер і начальник Їндржіх Ванічек стояли біля народження нової Чехословацької армії. Завдяки чеським емігрантам і сокільським вчителям фізкультури сокільський рух поширився в країнах Західної Європи, США та інших слов'янських країнах. Знову Чехословацькі сокільські осередки були розпущені в 1941 році Рейнхардом Гейдріхом. Ряд сокільських діячів зазнав переслідувань, багато сокільців були залучені до діяльності опору. «Сокільська молодь» була включена до Протекторатської кураторії виховання молоді в Богемії та Моравії. Після Другої світової війни «Сокіл» було відновлено, але в 1956 році ЦК Комуністичної партії Чехословаччини знов його заборонив. Відновлення «Чеського сокільського містечка» змогло відбутися лише в 1990 році після падіння комунізму. Рішенням Міністерства внутрішніх справ Чеської Республіки від 31 січня 1994 року була заснована міжнародна неурядова організація Світовий зв'яз сокільства.

У 1930-х роках чеський «Сокіл» нараховував 600 000 членів. За прикладом чехів інші слов'янські народи перебрали сокільську ідею, засновуючи свої національні сокільські організації: у 1907 вони об'єдналися у Всеслов'янський сокільський союз, який відбував масові сокільські здвиги з участю «Соколу» слов'янських народів. Після радянської окупації всі «Соколи» ліквідовано як реакційні буржуазно-націоналістичні товариства; подібно ж і в сателітних державах, і в Югославії (деякі з них понині діють у діаспорі).
Перший Чехословацький президент Томаш Гарріг Масарик також був активним членом товариства «Сокіл»

## Історія

### Ян і німецькі турнери
Фрідріх Людвіг Ян (1778–1852), на прізвисько «Вчитель-батько» (нім. Turnvater) Ян, присвятив себе вивченню теології, німецької мови та вивченню педагогічних принципів Йоганна Генріха Песталоцці та Йоганна Крістофа Фрідріха Гутсмутса. Разом зі своїм співробітником Ернстом Айзеленом він опублікував у 1816 році основоположну працю з німецької гімнастики «Німецьке гімнастичне мистецтво» (нім. Die deutsche Turnkunst). Незабаром ідея турнерського руху поширилася по всій Німеччині. Основною ідеєю турнера Яна було об'єднання мешканців окремих німецьких держав, зміцнення їхньої національної самосвідомості та створення основи німецької армії. Під час Наполеонівських воєн багато турнерів воювали на боці Пруссії. У 1847 році в Німеччині існувало близько 300 асоціацій турнерів з 120 000 членами. Після падіння Меттерніха в монархії Габсбургів відбулася нова хвиля становлення. У 1845 році гімнасії було засновано в Зальцбурзі, Брегенці, Дорнбірні, Інсбруку, Ріді, у 1848 році у Відні та в 1849 році в Аші. «Erster Wiener Turnverein» був офіційно затверджений в Австро-Угорщині 1 червня 1861 року як перший німецький спортивний клуб після невдалої революції 1848/49 років. У 1868 р. у Веймарі була створена головна організація «Німецьке перетворення» (нім. Deutsche Turnerschaft), яка складалася з 15 округ (нім. Turnkreis). Німецька гімнастика охоплювала також гімнастичні товариства Богемії, Моравії та Сілезії.

### Чесько-німецькі тренування в Празі
Першу спробу спільних вправ на території Богемії здійснили в 1837 році в Яблонці під керівництвом академічного художника Каєтана Якеля. Перед революційним 1848 роком празькі студенти намагалися заснувати чеську гімнасію в 1847 році (чеськ. Akademický télovychovný spolek), яку відвідували як чеські, так і німецькі студенти. З 1843 року в Малій Страні працював привілейований інститут фізичного виховання, заснований на системі Фрідріха Людвіга Яна, під керівництвом берлінського вчителя фізичного виховання Рудольфа Стефані (Стефани), який відвідували як чеські, так і німецькі стажери. У 1844 році Стефані організував перший публічний гімназичний фестиваль із 100 учнями. Серед його учнів у 1844–1845 роках був Фрідріх Еммануель Тирш/Мірослав Тирш. Після його відходу Стефані змінив учитель фізкультури Фрідріх Густав Штегмайер, а потім Ян Малипетр.
У 1849 році Ян Малипетр став першим чеським учителем фізичного виховання в гімназії Старого міста в Празі, де Тирш вдруге зіткнувся з фізичним вихованням, будучи студентом. У 1851 році Малипетр заснував інститут фізичного виховання, який уже активно відвідував Мирослав Тирш. Після 1848 року спільні вправи чехів і німців почалися також в ортопедичному інституті д-ра. Фердинанда Шмідта на Вацлавській площі № 780. Тут же Тирш розпочав свою кар'єру фізичного виховання як платний тренер групи (нім. Turngruppenleiter) у 1856–1857 роках. Обидва інститути займалися фізичним вихованням Фрідріха Людвіга Яна та Ернста Айзелена. Інститут Шмідта став колискою практиків німецької асоціації «Prager Deutsche Turnvereien» і чеської «Pražská tělocvičná jednota Sokol».

### Заснування празької гімназії Сокіл

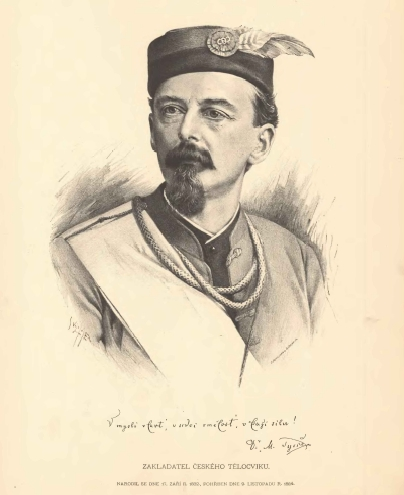
Мирослав Тирш

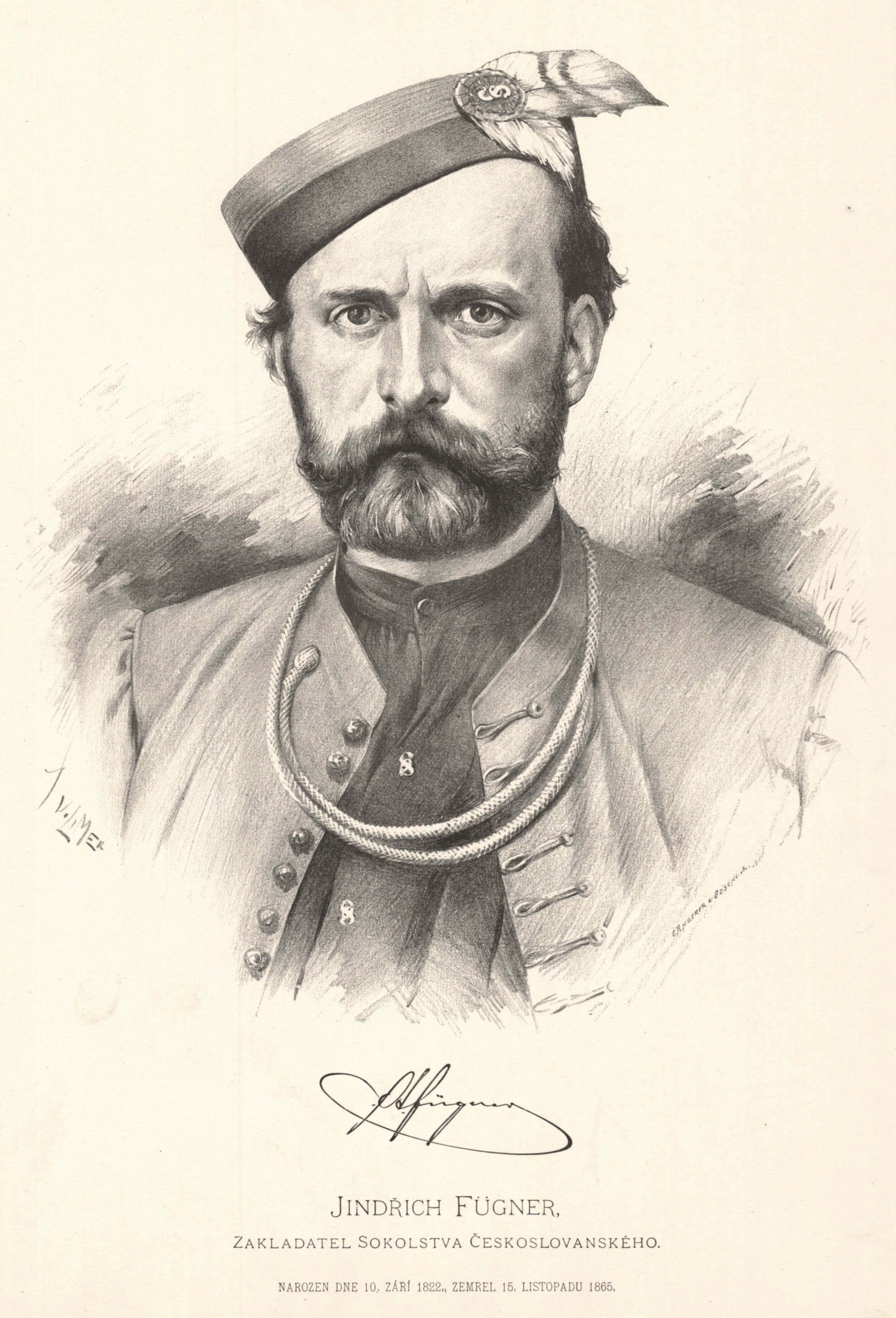
Їндржих Фюгнер

Погіршення здоров'я Фердинанда Шмідта спричинило відтік слухачів і поступовий занепад інституту. Це також було основною причиною, чому чеські та німецькі ентузіасти вирішили заснувати власний тренажерний клуб Utraquist. 29 липня 1861 р. була створена підготовча комісія (купець Рудольф Мюллер, д-р Корнеліус Шеффнер, бухгалтер Йозеф Куцер, банківський писар Теодор Чертек і прокурор Пауль Штадлер), яка через брак коштів звернулася до директора Празького банку з проханням: філії "Kreditanstalt für Handel und Gewerbe" Едуарда Зойттера фон Льотцена за фінансову підтримку. Зойтеру дозволялося фінансувати створення асоціації, лише якщо це була німецька асоціація. Мирослав Тирш був обурений такою поведінкою і відмовився перекладати подані німецькі статути чеською мовою. Суперечка між чеськими та німецькими ентузіастами фізичного виховання зрештою призвела до заснування чесько-німецької асоціації. 16 січня 1862 року німецькі стажери з інституту фізичного виховання Шмідта заснували «Deutscher Prager Turnverein» і, отримавши 950 золотих спілка розпочала свою діяльність 1 березня 1862 року в гімназії на вулиці Варфоломійській.
Тирш і Їндржих Фюгнер взяли ініціативу, і 16 лютого 1862 року в реальній гімназії чеських жінок Малипетра на вулиці Панській у Празі було засновано Чеську гімназію празького єдності з символом сокола в польоті. Статут німецької гімнастичної асоціації Deutscher Prager Männerturnverein послужив Тиршу шаблоном для створення статуту асоціації. З цієї причини перша назва також була її еквівалентом (Prager Turnverein). До чеських наметів Тирш додав фехтування, а до прогулянок на природі – спів. Лише в 1864 році, після внесення змін до статуту, товариство було затверджено під новою назвою «Празький гімнастичний союз Сокіл». «Соколи» почали називатися членами товариства лише з 1870 року. За словами історика Віри Оливової, план Тирша був по суті ідентичним плану Яна. В обох випадках за допомогою фізичних вправ та їх публічної презентації йшлося про об'єднання нації та формування національної свідомості.
Відносини між Празьким Соколом і Празьким Німецьким гімнастичним товариством залишалися дружніми. 25 лютого 1862 року Сокіл взяв участь у щорічних турнірних змаганнях, натомість Сокіл запросив їх на танцювальну вечірку в Жофіні, 13 липня 1863 року проводжали в останню путь загиблого мера Праги, а 22 травня 1864 року делегація «Сокола» взяла участь у церемонії освячення нового турнерського батальйону, на якій були присутні й турнери з Райху. Чорно-червоно-жовтий триколор німецького Turnverein був замінений на жовто-білий прапор. На жовтій стороні був зображений федеральний орел, а на білій — чеський лев у зеленому вінку з написом «Deutscher Turnverein. Прага 1862.» DT з Берліна і Лейпцига тоді прийняли запрошення на публічні вправи Соколу. У 1870 році сокільські турнери, на заміну, звернулися за порадою щодо фінансування снарядів (козли, коні та сани) та їх придбання. Незважаючи на те, що початкові контакти поступово згасли, «Сокіл» продовжував стежити за діяльністю турнерів, особливо за ходом німецьких «турнфестів».

### Початки чеського Соколу
Значний вплив на створення чеського Соколу з самого початку мали прихильники чеського національного усвідомлення та радикальні позапарламентські політики. Цей вплив був безсумнівним навіть під час першого складу федерального виконавчого комітету. На установчих загальних зборах були присутні 75 членів. Хоча Їндржиха Фюґнера було обрано старостою (пізніше заступником), а Мірослава Тирша — заступником мера (пізніше головою), у комітеті з самого початку домінували впливові політики та націоналісти: молодочеський граф Рудольф Турн-Таксіс (засновник Глаголу та покровитель чеського національного життя), Емануель Тоннер (політик), MUDr. Едуард Ґреґр, JUDr. Юліус Ґреґр (головні упорядники Національних документів), Рудольф Скугерський (професор і борець за рівноправність чехів і німців), а також патріот Фердинанд Фінгергут (Напрстек) і ЮДр. Томаш Чорний (політик і захисник у політично вмотивованих кримінальних справах проти редакторів Національних документів та Поступу), який намагався привити Соколу характер національного руху. З дванадцяти членів ради лише Мирослав Тирш, Ян Кришпін, Франтішек Пісарович і Томаш Черні змогли підтвердити досвід фізичного виховання. Йозеф Манес, Ян Неруда, Я. Е. Пуркіне та Кароліна Светла також брали участь у народженні Сокола. Ось чому, як каже історик спорту Д-р. Марек Вайц, «перший публічний виступ національного паломництва до Ржипа (1862), організований молодою богемою за участю Глагола Турн-Таксіса, мав сильний політичний підтекст. Тирш і Фюгнер змушені були підкоритися бажанням усіх членів і взяти участь».
Навчання «Соколу» під керівництвом Тирша та його тренерів розпочалося в приватному закладі Яна Малипетра, потім у будівлі «Аполло» на вулиці Єчна, а після розірвання договору оренди у квітні 1863 року Їндржих Фюґнер вирішив придбати земельну ділянку для асоціації, на основі якої архітектор Войтех Ігнац Ульман спроектував будівлю гімназії в стилі неоренесанс. У грудні 1863 р. була введена в дію гімназія на Сокільській вулиці No 1437, і Фюгнер уклав договір про оренду з комітетом гімназії для щоденного користування з 18.00 до 24.00. Після смерті він заповів її «Соколу». Система тренажерного залу Тирша базувалася на стародавніх часах, тому біг, стрибки, метання диска, метання списа, бокс і боротьба стали її частиною з самого початку. У 1867–1869 роках Тирш додав змагання з легкої атлетики (біг, стрибки у висоту, стрибки з жердиною, вдовжину) та важкої атлетики. Інструментальне навчання було додано лише в 1871 році. У 1865 році плавання, веслування і бокс з'явилися в двох класах, боротьба в одинадцяти, фехтування в семи і катання на ковзанах в одному. Поступово додалася стрільба на п'ятьох і верхова їзда. Великою популярністю користувалися польові навчання. Чеську номенклатуру гімнастики та систему гімнастики опублікував Тирш у 1873 році в праці «Основна гімнастика».

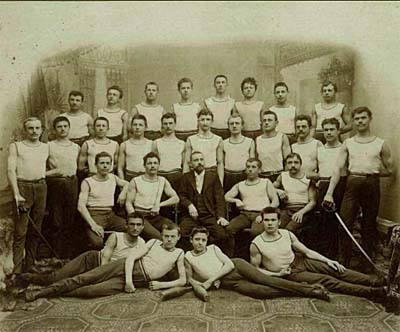
Слованська гімназія 1899

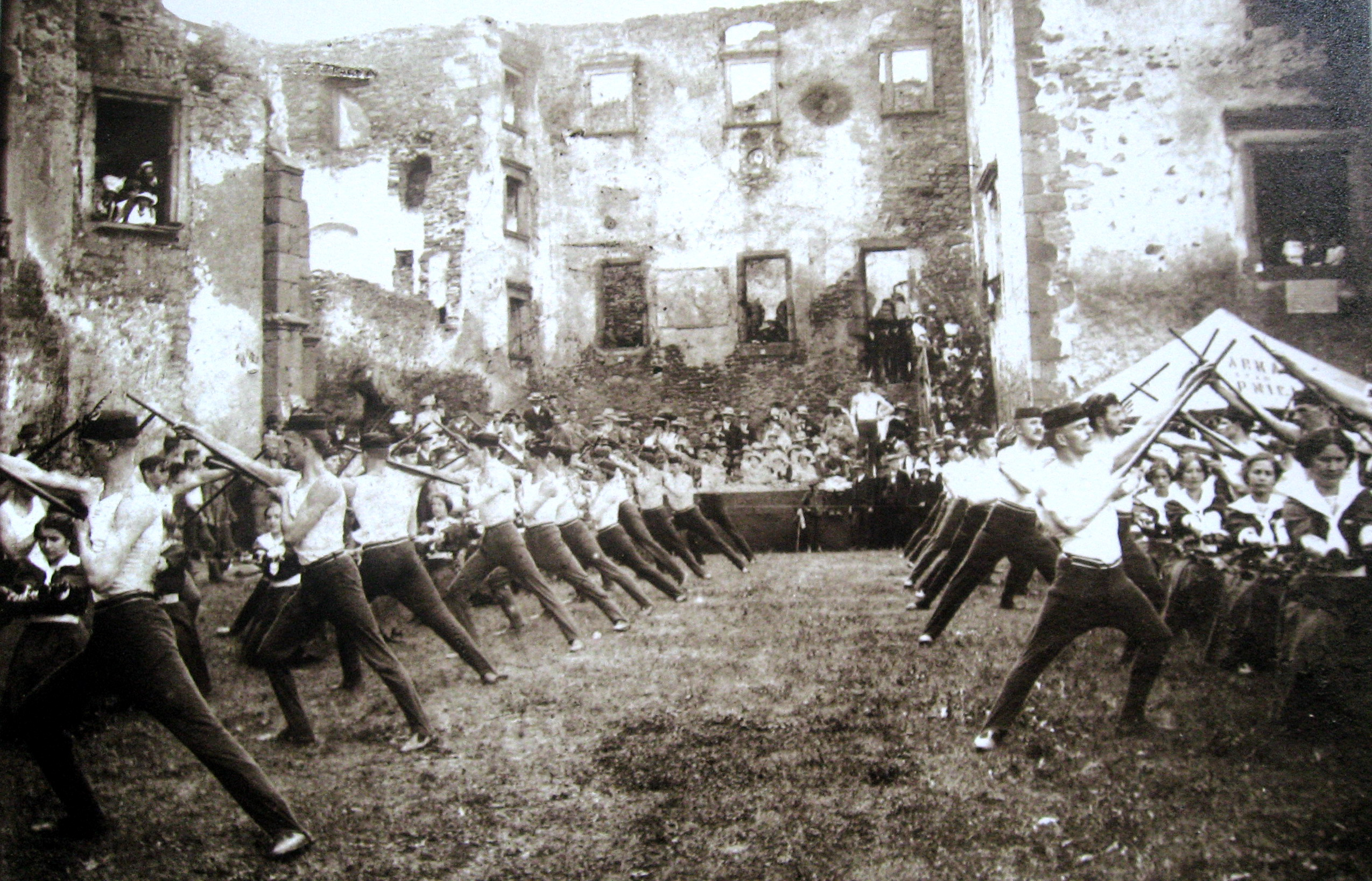
Сокільський вишкіл на подвір'ї замку в Липниці над Сазавою до 1913 року

Неофіційний сокільський штаб «Збір для плекання взаємності слов'янських гімнастичних товариств» почав діяти лише в 1863 році, але вже в 1862 році Тирш під час зустрічей з тренерами ініціював заснування сокільських відділів і в інших містах, що суперечило статутам, і Сокіл одразу потрапив у поле зору австрійських поліцейських. Того ж року були створені підрозділи в Яромержі (1 червня 1862), Коліні (25 червня 1862), Нові Паці (4 липня 1862), Турнові, Пржибрамі (18 серпня 1862), Їчині (5 листопада 1862). ) і в Кутній Горі (1 грудня 1862 р.). У 1865 році в асоціації налічували 1949 членів. У 1867 році в Моравії та Сілезії діяло вже 13 сокільських загонів. «Сокіл» першим у Моравії був заснований у Брні (2 січня 1862 р.), потім, наприклад, в Оломоуці (1862 р.), Валаському-Межиржичі (1864 р.), Велкому Межиржичі (1868 р.), Тишнові (1870 р.), Дачіце (1871 р.) , Годоніні (1872), у Тршебичі (1863, вдруге 1872, нарешті 1882), у Зноймо (1883), у Тельчі (1890), у Моравській Остраві (1891), Їглаві (1892), у Простейові та Славкові (1889).

### Тиршівська ідея перестороги
Однією з головних цілей Тирша було створення організації фізичного виховання, яка могла б стати основою армії. Виховання молоді базувалося на припущенні, що кожен чех до тридцяти років буде військовим соколом. У тодішніх намірах Австро-Угорщини він не міг ефектно представити ідею військової повинності, але тим більше висловлював її у зв’язку із завданнями Сокола. Так само він використовував цілий ряд символів, якими просякнув не тільки публічні вправи. Під час пруссько-австрійської війни Мирослав Тирш подав 9 травня 1866 року Генеральній Асамблеї пропозицію запровадити військову підготовку та запропонував уряду військову підтримку, яка мала стосуватися захисних патрулів без участі в боях. На початку 1867 року Сокіл створив військовий комітет, а Тирш розвів навчання у два етапи: взимку (жовтень–квітень) проходило теоретичне навчання з послідовних вправ, із вчення про зброю, з польового бою, у таборі, у патрульно-охоронній службі, в літній період (травень–вересень) проходили практичні заняття зі стрільби, кидки, маршу, вправи та поводження з багнетом.
У 1867 році Тирш звернувся до графа Лажанського з проханням створити військові частини для захисту державного кордону. Цісарський уряд не ставив під сумнів лояльність чеського сокільського товариства, але не реагував на створення сокільської армії. Він підкреслив, що цінує пропозицію захищати монархію під дулом зброї, і подякував Сокільській гвардії за їхню зразкову службу, зокрема за захист палацу Клам-Галласа від пограбування розлюченого населення. У 1848 році Елвін Буріан склав «Правила військової муштри» з військовою термінологією. Військова термінологія Тирша «Чеське командування і військова термінологія» (1867) ґрунтувалася не лише на поточній воєнній ситуації, але й на чесько-німецькому словнику Юнгмана, який уже містив військову термінологію Буріана. У 1909 році Міністерство оборони видало «постанову про заохочення добровільної стрільби» для підтримки стрілецької підготовки. ЧСМ відповіло на це в січні 1912 року звернувшись до штабу оборони землі в Празі з проханням надати тир, амуніцію та зброю для навчання сокільства, що було дозволено як ЧСМ, так і празькому відділу. Військова підготовка тривала до початку війни. Тому не дивно, що бойова доблесть соколів була доведена в боях Першої світової війни. Військову термінологію Тирша перейняла чехословацька армія після 1918 року.

### Протипожежні та християнські традиції
Як і німецькі турнери, при товариствах яких утворилася група «Turner-feuerwehr», чеський «Сокіл» також поєднав сокільство з вогнеборством. Особливо в той час, коли в «Соколі» далася взнаки криза й інтерес до тренувань спадав. У 1868 році комітет Празького соколу під гаслом «Хто пожежник, той сокіл» затвердив протипожежні вправи як частину своєї діяльності. У 1875 році було зареєстровано 71 сокільський загін із 7812 членів, з яких займалися лише 1156 соколів. У 1874–1876 роках деякі частини були перетворені на пожежні та гімназічні товариства. З 1876 року журнал «Сокіл» друкував рубрику «Пожежна справа». Пізніше Мирослав Тирш рішуче виступив проти цього поєднання, і в 1882 році пожежна частина відокремилася від «Сокола». Так само, як і турнерські товариства, осередок «Сокіл» освячував свої хоругви (90%), брав участь у церковних урочистостях, процесіях на свята Божого Тіла та Воскресіння, вітав єпископів, освячував свої спортзали. Перелом відбувся лише за правління Едуарда Тааффе, після Баденської виборчої реформи та мовного регулювання, особливо після 1897 року. Мовна нетерпимість, викликана тим, що німецькі чиновники повинні вивчати чеську мову, викликала агресію щодо чеського населення, особливо в прикордонних районах. Це знайшло відображення і в релігійних суперечках. Релігійна нетерпимість Соколів зрештою призвела до заснування католицької асоціації фізичного виховання Орла.
|                                                | 6 вересня 1883 року «Сокіл» у Чотеборі освятив прапор товариства, а Франтішек Ладіслав Ріґер був урочистим промовцем. Порівнюючи Сокільство з лицарством у своїй промові, він сказав: «Я не повинен оминути того факту, що вони вважали обов'язком християнського лицаря гарячу пошану до Бога і що вони принесли своє життя в жертву своїй вірі. У цьому дусі постало стародавнє лицарство у своєму найшляхетнішому розвитку, і я бажаю, щоб ви, як справжні, сучасні лицарі, керувалися тим самим духом і дбали про ті самі шляхетні завдання. Нехай ви, як справжні християнські лицарі в дусі найславетніших часів нашої історії, станете борцями за правду всюди." У 1871 р. "Сокіл" у Карліні брав участь у святкуванні 900-літнього ювілею заснування другого католицького храму в Богемії, св. Вацлава в Просеку. Того ж року «Сокіл» із Дачиць брав участь у святкуванні папського ювілею, під час якого соколи несли смолоскипи, а в 1878 році організував «Сокіл» у Німі. У Броді урочиста смолоскипна хода на честь гостюючого єпископа Краловеградецького, який там затримався. У 1885 році «Сокіл» з Хлумека с. Цидл з хоругвою і в повному складі був на месі св. Після Святої Меси хоругва була урочисто освячена костелом. У 1871 році «Соколи» в Брно освятили свою хоругву великою церковною церемонією, під час якої брав участь у Святій Месі з хоругвою «Сокіл» з Пардубіце У 1882 році «Сокіл» з Пардубіце взяв участь в освяченні храму місцевої гімназії. У 1882 році «Сокіл» у Ломниці започаткував знамениту Святу Месу на честь одруження кронпринца Рудольфа і взяв у ній участь зі своєю освяченою церквою хоругвою. Того ж року Сокіл в Опочному брав участь у повному складі з освяченою церквою хоругвою у святкуванні освячення католицького цвинтаря поблизу Опочного. У 1876 році «Сокіл» із Праги був присутній на похороні міського радника Ганке в Тинському храмі 15 листопада 1876 р. «Сокіл» у місті Болеславі вшанував смерть Фюґнера святою Месою. У 1885 році «Сокіл» у Літомишлі вшанував пам'ять Тирша відомим реквіємом. У 1876 році «Сокіл» у Їлемніцах відправив службу для Фюґнера та взяв участь у великодніх святах. У 1872 році той же Сокіл запросив на лекцію католицького священика Шкоду. У 1871 р. «Сокіл» у Кундратицях збудував пам'ятник Гавлічку і освятив його, а місцевого пароха попросив провести проповідь, тощо. |
| — уривок зі статті "З літописів сокільських"., | |

### Назви, гасла та прапори
Пізніше в 1864 році, за пропозицією Емануеля Тоннера, Празька гімназія отримала нову назву Празький Сокіл (чеськ. Sokol Pražský). 1 червня 1862 року в залі «Аполло» Кароліна Свєтла передала асоціації прапор «Сокіл» — подарунок чеських дівчат і жінок, розроблений Йозефом Манесом. На білому боці, обведеному слов'янськими мотивами, Манес розмістив великий напис «Сокіл». На іншій червоній стороні прапора було зображено білого сокола в польоті з девізом «Будемо прагнути». Асоціація проголошувала рівність, свободу, братерство, а Їндржіх Фюґнер пропонував використовувати звертатання «брате». Оригінальне привітання «Zdař Bóh» було замінено на «Привіт» у червні 1862 року.

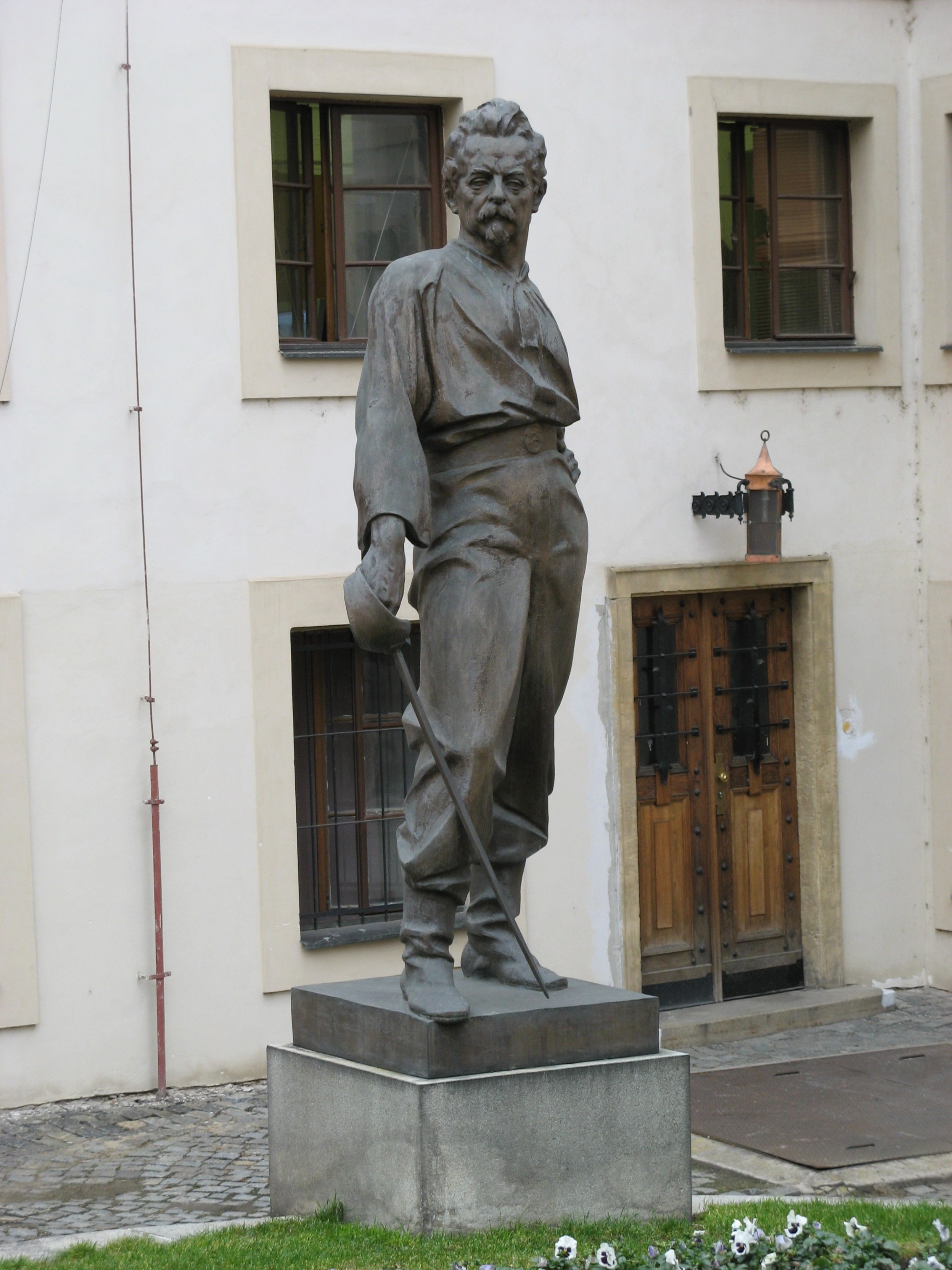
Мирослав Тирш у костюмі сокола роботи скульптора Ладислав Шалоун, 1926 рік

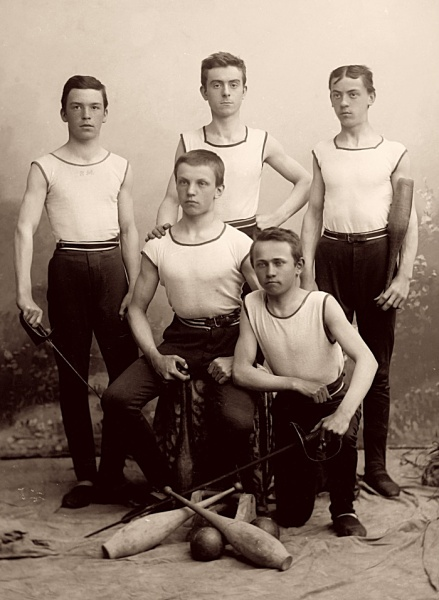
Сокільська молодь – тренувальна форма

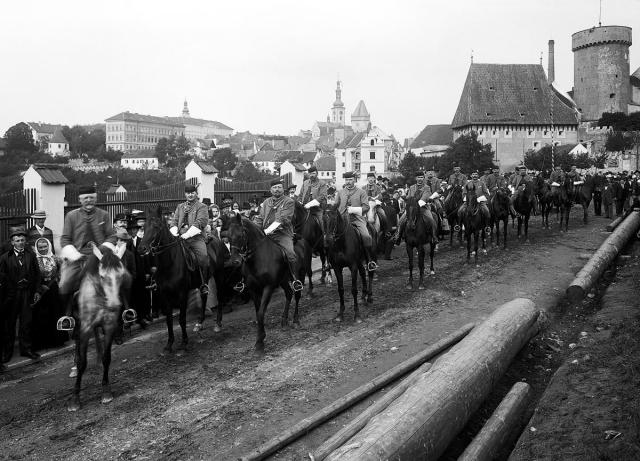
Сокільська їзда - Котнов 1902

|  | Тирш і «Сокіл» використовували різні цитати та гасла з моменту заснування. - Індивід - ніщо, ціль - все! - Ні прибутку, ні слави! - Де становлення, там смерть! - Тужимося! - Вперед, (вперед,) ні кроку назад! - Ми живемо лише в русі! - Туди світ рухається, куди сила прикладається! - Вічний рух, вічний неспокій! - Чого люд незнає, ніхто не знає, чого люд не довідався, ніхто не довідався, що людом не стало, ніким не стало! - Ні зиску, ні слави - За націю, дорогу батьківщину - В здоровому тілі здоровий дух! - Будьте вірними собі, правді та справедливості. - Правда перемагає! - З силою лева, з польотом сокола - Будьте насторожі! - Маршируймо далі, за Сокільським прапором! - Чехія, рідна наша мати - Злітає барвистий сокіл |

## Зауваження
1. ↑  1. kraj: Severovýchod (Nordosten), 2. kraj: Slezsko a jižní Poznaňsko (Schlesien und Südposen), 3. kraj a: Pomořany (Pommern), 3. kraj b: Braniborská marka (Mark Brandenburg), 3. kraj c: Provincie Sasko a Anhaltsko (Provinz Sachsen und Anhalt), 4. kraj: Sever (Norden), 5. kraj: Dolní Wesera a Ems (Niederweser uns Ems), 6. kraj: Hannover, 7. kraj: Horní Wesera (Oberweser), 8. kraj: Porýní a Vestfálsko (Rheinland und Westfalen), 9. kraj: Střední Rýn (Mittelrhein), 10. kraj: Horní Rýn (Oberrhein), 11. kraj: Švábsko (Schwaben), 12. kraj: Bavorsko (Bayern), 13. kraj: Duryňsko (Thüringen), 14. kraj: Saské království (Königreich Sachsen), 15. kraj: Německo-Rakousko (Deutsch-Österreich). Ve statistice z roku 1865 je poslední kraj rozdělen ještě na 15. kraj a: Čechy, Morava a Rakouské Slezsko (Böhmen, Mähren und Österreichisch-Schlesien) a 15. kraj b: Rakousko (Österreich). Viz G. HIRT, Zwietes statistisches Jahrbuch, s. XXXV, s. 118, 124; pro pozdější dělení krajů do jednotlivých žup viz např. Statistische Erhebung innerhalb der Deutschen Turnerschaft am 1. Januar 1887, in: Deutsche Turnzeitung 28, 1887, s. 401-407. (нім.)